# Municipio de Triplett
El municipio de Triplett (en inglés, Triplett Township) es una subdivisión administrativa del condado de Chariton, Misuri, Estados Unidos. Según el censo de 2020, tiene una población de 165 habitantes.
Abarca una zona exclusivamente rural.

## Geografía
Está ubicado en las coordenadas 39°30′24″N 93°12′16″O / 39.50667, -93.20444. Según la Oficina del Censo de los Estados Unidos, tiene una superficie total de 118,92 km², de la cual 116,93 km² corresponden a tierra firme y (1,67 %) 1,99 km² es agua.

## Demografía
Según el censo de 2020, hay 165 personas residiendo en la zona. La densidad de población es de 1,41 hab./km². El 95,15 % de los habitantes son blancos, el 0,61 % es afroamericano, el 0,61 % es de otra raza y el 3,64% son de una mezcla de razas. Del total de la población, el 1,21 % son hispanos o latinos de cualquier raza.